# ヒム・フォー・マイ・ソウル
『ヒム・フォー・マイ・ソウル』 (Hymn for My Soul) は、ジョー・コッカーのアルバム。ボブ・ディラン、ジョージ・ハリソン、ミーターズ、ソロモン・バーク、クリーデンス・クリアウォーター・リバイバルなどのカバー曲で全編が構成されている。プロデューサーは、トム・ジョーンズ、ライアン・アダムスらのプロデューサーとして知られる英国人のイーサン・ジョーンズ。

## 収録曲
1. 悪夢 "You Haven't Done Nothin'" (Stevie Wonder) – 3:50
2. ワン・ワード（ピース） "One Word (Peace)" (John Magnie, Tommy Malone) – 2:49
3. ラヴ・イズ・フォー・ミー "Love Is For Me" (Ziggy Modeliste, Art Neville, Leo Nocentelli, George Porter, Jr.)  – 4:05
4. ドント・ギヴ・アップ・オン・ミー "Don't Give Up on Me" (Hoy Lindsey, Dan Penn, Carson Whitsett) – 4:05
5. 光りある限り "Long As I Can See the Light" (John Fogerty) – 3:34
6. ビウェア・オブ・ダークネス "Beware of Darkness" (George Harrison)  – 3:51
7. ジャスト・パス・イット・オン "Just Pass It On" (Daniel Moore) – 4:39
8. リヴァーズ・インヴィテーション "Rivers Invitation" (Percy Mayfield) – 3:31
9. リング・ゼム・ベルズ "Ring Them Bells" (Bob Dylan)  – 3:04
10. ヒム・4・マイ・ソウル "Hymn 4 My Soul" (Andy Fairweather Low) – 3:54

## 参加ミュージシャン
- ジョー・コッカー Joe Cocker - ヴォーカル
- ボブ・バビット Bob Babbitt - ベース
- ドン・ヘフィントン Don Heffington - コンガ、トライアングル、ヴィブラスラップ
- ジェイムズ・ギャドソン James Gadson - ドラムス
- ジム・ケルトナー Jim Keltner - ドラムス、パーカッション
- イーサン・ジョーンズ Ethan Johns - ギター
- グレッグ・リース Greg Leisz - ギター
- アルバート・リー - ギター
- マイク・フィニガン Mike Finnigan - オルガン
- ベンモント・テンチ Benmont Tench - ピアノ
- デイヴィッド・パーマー David Palmer - ピアノ（ウーリッツァー）
- トム・スコット Tom Scott - サクソフォン
- チャック・フィンドレー - トランペット
- グレッグ・アダムズ - トランペット
- ジム・ギルストラップ Jim Gilstrap - バックヴォーカル
- ジュリア・ウォーターズ Julia Waters - バックヴォーカル
- メリー・クレイトン Merry Clayton - バックヴォーカル
- オーレン・ウォーターズ Oren Waters - バックヴォーカル
- タタ・ヴェガ Tata Vega - バックヴォーカル